# Earl of Strathearn

Wappen des Earldoms of Strathearn

Earl of Strathearn (auch Stratherne) ist ein erblicher britischer Adelstitel, der dreimal in der Peerage of Scotland und einmal in der Peerage of the United Kingdom geschaffen wurde. Bereits zuvor war ein Mormaer of Strathearn oder Earl of Strathearn der regionale Provinzherrscher der historischen Grafschaft/Mormaer Strathearn im mittelalterlichen Schottland.

## Verleihungen und Geschichte des Titels
Das Earldom Strathearn entstand wahrscheinlich zu Beginn der Herrschaft von König David I. um 1124. Um diese Zeit wird Máel Ísu als Earl (comes) of Strathearn genannt. 1138 führte er ein Aufgebot auf der Seite des schottischen Königs in der Standartenschlacht. Sitz der Earls war bis Mitte des 13. Jahrhunderts bei Kenmore und befand sich vermutlich gegenüber dem heutigen Ort St Fillan auf einer mit Graben und Palisade befestigten Landzunge, wo der Earn River den Loch Earn verlässt. Der letzte keltischstämmige Earl war Maol Íosa V., Earl of Strathearn und Jarl von Orkney. Dieser fiel 1344 bei König David II. in Ungnade, der ihm seine Besitzungen in Strathearn entzog, so dass dieser auf seine 1331 erworbenen Besitzungen als norwegischer Jarl von Orkney beschränkt wurde.
König David II. mit Letters Patent übergab die Ländereien an Maurice Moray und erhob ihn am 9. Februar 1344 in der Peerage of Scotland zum Earl of Strathearn. Dieser war seit 1322 mit der Witwe des Maol Íosa, 7. Earl of Strathearn verheiratet, und war der Stiefsohn der Tochter desselben. Da er keine männlichen Nachkommen hinterließ, erlosch der Titel bei seinem Tod in der Schlacht von Neville’s Cross 1346. Die Ländereien fielen an die schottische Krone.
Im November 1357 wurde der Titel in der Peerage of Scotland für den High Steward of Scotland, Robert Stewart, neu geschaffen. Als dieser 1371 als Robert II. König wurde, erlosch der Earlstitel durch Verschmelzen mit der Krone. Am Tag seiner Krönung am 26. März 1371 verlieh er den Titel für seinen Sohn aus zweiter Ehe, David Stewart, neu. Zwischen 1375 und 1377 verlieh er diesem auch den Titel Earl of Caithness. Als bei seinem Tod seine Tochter Euphemia Stewart die Titel als 2. Countess übernahm, war offenbar umstritten, ob diese überhaupt in weiblicher Erbfolge vererbbar waren. So verzichtete sie 1402 zugunsten ihres Onkels Walter Stewart, 1. Earl of Atholl auf das Earldom Caithness. Ihrem Sohn, Malise Graham, 3. Earl of Strathearn, wurde der Titel zwischen 1424 und 1427 durch ein male fee entzogen und ebenfalls dem 1. Earl of Atholl übertragen. Stattdessen wurde ihm am 6. September 1427 der Titel Earl of Menteith verliehen. Walter Stewart, nunmehr 1. Earl of Atholl, 3. Earl of Caithness und 4. Earl of Strathearn, ermordete am 21. Februar 1437 im Rahmen einer Verschwörung seinen Neffen, König Jakob I., und wurde daraufhin wegen Hochverrats verurteilt und hingerichtet. Seine Titel wurden ihm dadurch aberkannt.
1631 beantragte William Graham, 7. Earl of Menteith, der Nachfahre und Erben des 3. Earls of Strathearn, als berechtigter Erbe die Wiederherstellung des Titels Earl of Strathearn zu seinen Gunsten. König Karl I. bestätigte ihm 1631 mit Royal Charter diesen Anspruch, doch als der König darauf hingewiesen worden war, dass dieser Anspruch auch einen Anspruch auf den schottischen Thron rechtfertigen könne, wurde die Urkunde 1633 vom Court of Session widerrufen. Als Entschädigung wurde William Graham der Titel Earl of Airth übertragen und der Titel Earl of Strathearn auf diesen verschmolzen.

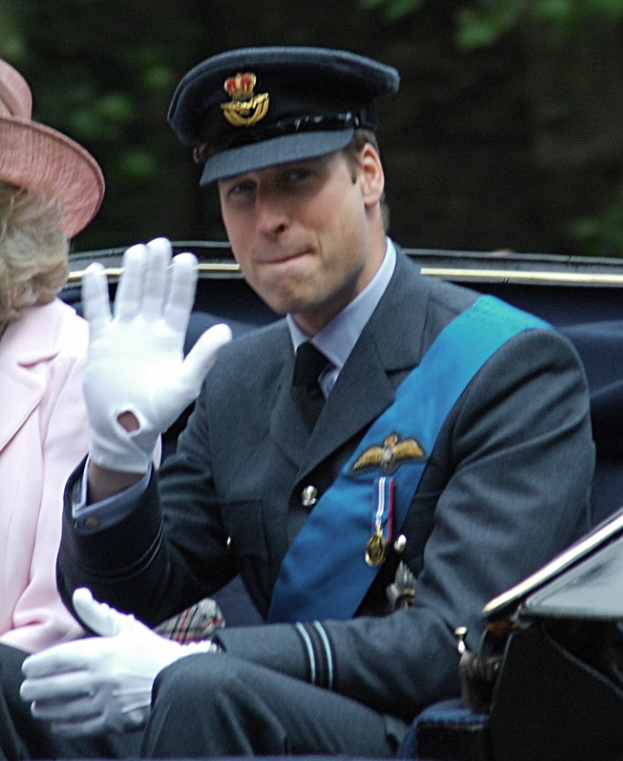
HRH Prinz William, Earl of Strathearn (2011)

Mit Letters Patent vom 26. Mai 2011 wurde der Titel durch Königin Elisabeth II. in der Peerage of the United Kingdom für ihren Enkel Prince William neu geschaffen, zusammen mit den Titeln Duke of Cambridge und Baron Carrickfergus. Die Verleihung geschah anlässlich seiner Hochzeit mit Catherine Middleton am 29. April 2011.

## Liste der Earls of Strathearn

### Historische Earls/Mormaer of Strathearn (vor 1115)
- Máel Ísu, 1. Earl of Strathearn († 1141)
- Ferchard, 2. Earl of Strathearn (vor 1130–1171)
- Gille Brigte, 3. Earl of Strathearn (um 1150–1223)
- Robert, 4. Earl of Strathearn (um 1180–1245)
- Maol Íosa, 5. Earl of Strathearn (vor 1220–1271)
- Maol Íosa, 6. Earl of Strathearn (1257–1317)
- Maol Íosa, 7. Earl of Strathearn (um 1275–1329)
- Maol Íosa, 8. Earl of Strathearn, 1. Earl of Caithness, Jarl von Orkney (um 1300–1350) (schottische Titel verwirkt 1334)

### Earls of Strathearn, erste Verleihung (1344)
- Maurice Moray, 1. Earl of Strathearn († 1346)

### Earls of Strathearn, zweite Verleihung (1357)
- Robert Stewart, Earl of Strathearn (1316–1390) (mit Krone verschmolzen 1371)

### Earls of Strathearn, dritte Verleihung (1371)
- David Stewart, 1. Earl of Strathearn, 1. Earl of Caithness (vor 1360–vor 1389)
- Euphemia Stewart, 2. Countess of Strathearn, 2. Countess of Caithness († 1415) ⚭ Sir Patrick Graham of Dundaff and Kilpont
- Malise Graham, 1. Earl of Menteith, 3. Earl of Strathearn (1410–nach 1427) (Earldom Strathearn entzogen 1424/1427)
- Walter Stewart, 1. Earl of Atholl, 4. Earl of Strathearn, 3. Earl of Caithness († 1437) (Titel verwirkt 1437)

### Earls of Strathearn, vierte Verleihung (2011)
- William, Prince of Wales, Earl of Strathearn (* 1982)

Titelerbe (Heir Apparent) ist der älteste Sohn des aktuellen Titelinhabers George of Wales (* 2013).